# Căteasca
Căteasca is een Roemeense gemeente in het district Argeș.
Căteasca telt 3900 inwoners.